# Roger Bacon
Roger Bacon (Ilchester, c. 1214-Oxford, 1292) fue un filósofo, científico  y teólogo escolástico inglés, de la orden franciscana (tradicionalmente, su nombre se cita seguido por las siglas O.F.M.). Es conocido por el sobrenombre de Doctor Mirabilis (‘Doctor Admirable’, en latín). 
Inspirado en las obras de Aristóteles y en autores árabes posteriores como Alhacén, puso considerable énfasis en el empirismo y ha sido presentado como uno de los primeros pensadores que propusieron el moderno método científico.
La obra principal de Bacon, el Opus Maius, fue enviada al Papa Clemente IV en Roma en 1267 a petición del mismo Papa. Aunque la pólvora se 
inventó y describió por primera vez en China, Bacon fue el primero en Europa en registrar su fórmula.

## Biografía
Se piensa que Bacon nació cerca de Ilchester en Somerset, aunque según algunos fue en Bilsey, Gloucester. La fecha de nacimiento es igualmente incierta,(c.1210),, 1213 o 1214, o 1215. . La única fuente es su afirmación en el Opus Tertium, escrito en 1267, que «cuarenta años han pasado desde que aprendí el alfabeto». La fecha de 1214 supone asumir que habrían pasado 40 años desde que se matriculó en la escuela a la edad de 13, por lo que la fecha de nacimiento sería más probable alrededor de 1220.
Parece que la familia de Bacon era acomodada, pero durante el tormentoso reinado de Enrique III de Inglaterra perdieron sus propiedades y varios miembros de la familia fueron desterrados.
Roger Bacon estudió en Oxford, donde leyó a Aristóteles. No hay evidencia de que obtuviera un doctorado —el título Doctor Mirabilis fue póstumo y figurado. Viajó a Francia en 1241, a la Universidad de París, entonces el centro de la vida intelectual de Europa, donde la enseñanza de Aristóteles, hasta ese momento prohibida porque Aristóteles era solo accesible a través de comentaristas islámicos, había sido recientemente reiniciada. Tras completar sus estudios, fue profesor de artes en esta universidad, entrando en contacto con Alejandro de Hales y Guillermo de Auvernia.
En 1247 retornó a Oxford y estudió  durante muchos años, omitiendo mucha vida social y académica. Allí fue discípulo de Roberto Grosseteste y Adam Marsh. Encargó caros libros (que tenían que ser copiados a mano, en ese tiempo) e instrumentos. Posteriormente se hizo franciscano. Probablemente tomó los hábitos en 1253, después de 10 años de estudio que le habían dejado física y mentalmente exhausto.
Las dos grandes órdenes, franciscanos y dominicos, habían empezado a conducir la discusión teológica. Alejandro de Hales lideraba a los franciscanos y Alberto Magno y Tomás de Aquino a la orden rival. La habilidades de Bacon fueron pronto reconocidas, y se benefició de la amistad de hombres eminentes como Adam Marsh y Roberto Grosseteste, obispo de Lincoln. En el curso de su enseñanza e investigación realizó y describió varios experimentos.

## Vida y trabajos

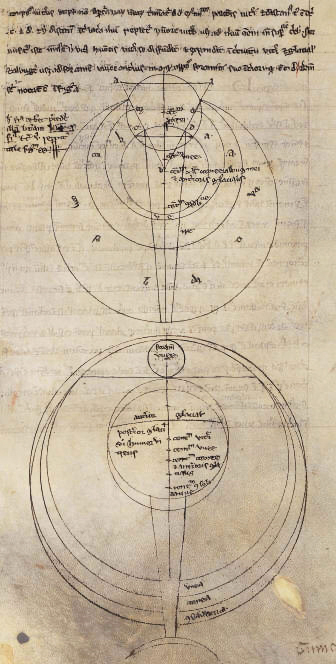
Estudios de óptica de Bacon.

El entrenamiento científico que Bacon había recibido le mostró los defectos del debate académico existente. Ninguno de los profesores aprendía griego. Aristóteles era conocido solamente a través de malas traducciones; lo mismo era cierto para las Sagradas Escrituras. La ciencia física no estaba dirigida por experimentos a la manera aristotélica, sino por argumentos basados en la tradición. Bacon se retiró de la rutina escolástica y se hizo devoto del estudio de las lenguas y la investigación experimental.
El único profesor que respetaba era Peter Peregrinus de Maricourt, autor del célebre tratado De Magnete, custodiado en la Biblioteca Imperial de París. El contraste entre la oscuridad de ese hombre y la fama de la que se beneficiaban los jóvenes doctores despertó la indignación de Bacon. En la Opus Minus y Opus Tertium arremete contra Alejandro de Hales y otro profesor que, dice, adquirieron su aprendizaje por enseñar a otros, y adoptó un tono dogmático, que originó que fuese recibido en París con aplausos, como alguien igual a Aristóteles, Avicena o Averroes.
Bacon fue siempre fiel a sus opiniones, mantenía lo que creía que era verdad y atacaba a quien estaba en desacuerdo, lo que le causó repetidamente grandes problemas. En 1256 fue designada una nueva cabeza de la rama científica de la orden franciscana: Richard de Cornwell, con quien Bacon había estado fuertemente en desacuerdo en el pasado. Pronto Bacon fue trasladado a un monasterio en Francia, donde durante cerca de diez años solo pudo comunicarse con sus colegas intelectuales mediante escritos.
Bacon escribió al cardenal Guy le Gros de Folques, que se interesó por sus ideas y le pidió que escribiese un tratado completo. Bacon, que estaba restringido por una regla de la orden franciscana que le prohibía publicar trabajos sin un permiso especial, inicialmente dudó. El cardenal se convirtió en el papa Clemente IV y urgió a Bacon a que ignorase la prohibición y escribiera el libro en secreto. Bacon lo hizo y envió su trabajo, el Opus Maius, un tratado sobre las ciencias (gramática, lógica, matemática, física y filosofía), al papa en 1267. Fue seguido el mismo año por el Opus Minus (conocido también por Opus Secundum), sumario de los principales pensamientos de su primer trabajo. En 1268 envió su tercer trabajo, el Opus Tertium, al Papa, que murió ese mismo año, aparentemente antes de ver, incluso, al Opus Maius, aunque sabía que el trabajo había llegado a Roma.
Algunos claman que Bacon cayó en desgracia y fue más tarde encarcelado por la orden franciscana en 1278 en Ancona, por su difusión de la alquimia árabe y, sin duda, también sus protestas por la ignorancia e inmoralidad del clero favorecieron acusaciones de brujería. Supuestamente permaneció en prisión durante diez años, hasta que la intercesión de un noble inglés promovió su liberación. Sobre este episodio, la famosa Historia de la Ciencia de David C. Linberg, mencionado por James Hannam, dice que «su encarcelamiento, si es que ocurrió, que es dudoso, probablemente fue consecuencia de sus simpatías por el ala radical "de pobreza" de los franciscanos, una cuestión completamente teológica, más que de cualquiera de las novedades científicas que pudo haber propuesto». Bacon murió, sin seguidores distinguidos o discípulos y fue rápidamente olvidado durante mucho tiempo.
En sus escritos, pide una reforma de los estudios teológicos. Proponía poner menos énfasis sobre cuestiones filosóficas menores, como en el escolasticismo. En su lugar, la Biblia debería volver al centro de atención y los teólogos estudiar las lenguas en que sus fuentes originales fueron escritas. Él entendía varias lenguas y lamentó la corrupción de las Sagradas Escrituras y los trabajos de los filósofos griegos por numerosas malas traducciones y malas interpretaciones. Además urgió a todos los teólogos para estudiar intensamente todas las ciencias y añadirlas al currículum universitario.
Poseía uno de los intelectos más autorizados de su tiempo, o quizás de cualquiera, y a pesar de todas las desventajas y desalientos que sufrió, hizo muchos descubrimientos y acercó muchos otros. Rechazó el seguimiento ciego de las autoridades precedentes, tanto en el campo del estudio teológico como en el científico. 
Roger Bacon fue considerado como uno de los posibles autores del Manuscrito Voynich, debido a sus conocimientos en los campos de la alquimia, la astrología y las lenguas. A Bacon también se le atribuye el manual de Alquimia Speculum Alchemiae.
Fue un entusiasta proponente y practicante del método experimental para adquirir conocimiento sobre el mundo. Planeó publicar una enciclopedia completa, pero solo aparecieron fragmentos. Su frase más famosa fue «la matemática es la puerta y la llave de toda ciencia».

## Reconocimientos
- El cráter lunar Baco (transliterado así por el selenógrafo alemán Johann Heinrich von Mädler) lleva este nombre en su honor.[8]
- El asteroide (69312) Rogerbacon también conmemora su nombre.[9]

## En la cultura popular
- Es mencionado con frecuencia en la novela de ficción El nombre de la rosa, donde Fray Guillermo de Baskerville es su más ferviente admirador.